# Irina Starych
Irina Aleksandrovna Starych, nata Maksimova (in russo Ирина Александровна Старых (Максимова)?; Kurgan, 26 agosto 1987), è un'ex biatleta russa.

## Biografia
Irina Starych, originaria di Uvat e attiva dalla stagione 2004-2005, in Coppa del Mondo ha esordito il 28 febbraio 2013 a Oslo Holmenkollen in sprint (37ª) e ha ottenuto due podi, il 6 dicembre 2013 a Hochfilzen nella medesima specialità (3ª) e il 15 dicembre 2013 ad Annecy Le Grand-Bornand in inseguimento (2ª). È stata sospesa per doping il 28 gennaio 2014, in seguito alla positività all'EPO riscontrata nel controllo effettuato il 23 dicembre 2013 e confermata nelle controanalisi del 3 marzo 2014; il 21 dicembre 2014 è stata squalificata per due anni, a decorrere dal 23 dicembre 2013.

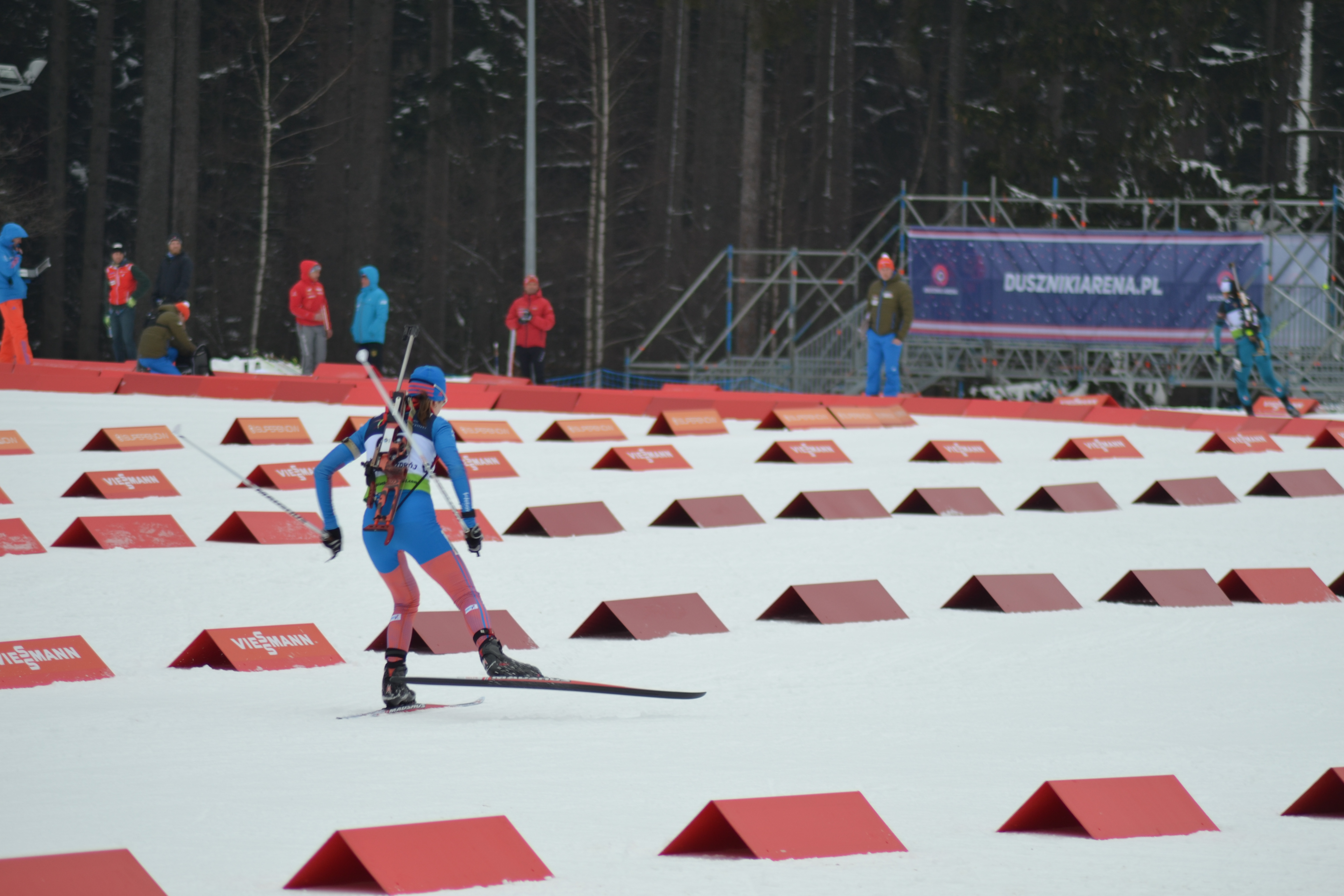
Irina Starych in gara agli Europei di Duszniki-Zdrój 2017

Tornata alle gare nella stagione 2016-2017, ha esordito ai Campionati mondiali a Hochfilzen 2017, dove si è classificata 42ª nell'individuale, 24ª nella sprint, 4ª nell'inseguimento, 15ª nella partenza in linea e 10ª nella staffetta; nella rassegna iridata di Östersund 2019 si è piazzata 44ª nella sprint e 45ª nell'inseguimento e a quella di Anterselva 2020, sua ultima presenza iridata, è stata 32ª nell'individuale, 53ª nella sprint, 24ª nell'inseguimento, 8ª nella staffetta e 6ª nella staffetta mista. Si è ritirata al termine di quella stessa stagione 2019-2020 e la sua ultima gara in carriera è stata l'inseguimento di Coppa del Mondo disputato il 14 marzo a Kontiolahti, chiuso dalla Starych al 47º posto; non ha partecipato a rassegne olimpiche.

## Palmarès

### Europei
- 5 medaglie:
  - 4 ori (sprint a Bansko 2013; individuale, inseguimento, staffetta mista a Duszniki-Zdrój 2017)
  - 1 bronzo (sprint a Duszniki-Zdrój 2017)

### Coppa del Mondo
- Miglior piazzamento in classifica generale: 29ª nel 2019
- 2 podi (entrambi individuali):
  - 1 secondo posto
  - 1 terzo posto